# Joseph C. Wilson
Joseph C. Wilson (Bridgeport, Connecticut, 6 de noviembre de 1949-Santa Fe, Nuevo México, 27 de septiembre de 2019) fue un diplomático estadounidense, enviado como embajador por la CIA en 2002 a Níger para investigar la presunta compra de uranio por el régimen iraquí para relanzar su programa nuclear. Joseph C. Wilson demostró que era falso. Publicó un artículo en The New York Times para criticar la manipulación de la Casa Blanca en la invasión. Fue el último diplomático estadounidense que estuvo con Sadam Huseín (1990).

## Plame, Wilson, Sadam y Bush
La polémica arrancó cuando fue enviado a Níger para verificar un presunto intento por parte de Irak de comprar uranio para su programa nuclear. Esta acusación se enmarcaba en la campaña diseñada por el Ejecutivo estadounidense para tratar de convencer a sus ciudadanos y a la comunidad internacional de que el régimen de Sadam Huseín tenía la capacidad de producir armas de destrucción masiva.
Pese a que la información finalmente resultó ser falsa, Bush se sirvió de ella en su discurso sobre el Estado de la Unión de enero de 2003. La mención provocó las críticas del exdiplomático en un artículo titulado «Lo que no encontré en África», publicado por The New York Times el 6 de julio. En él, Wilson se preguntaba si la Administración había «manipulado» la información proporcionada por los servicios de Inteligencia para «justificar» la invasión y, basándose en su experiencia, concluía que algunos datos habían sido «tergiversados» con el fin de «exagerar la amenaza iraquí».

### Adaptación cinematográfica
En 2010 el cineasta Doug Liman dirigió la cinta Fair Game basada en el libro Fair Game: My Life as a Spy, My Betrayal by the White House, que recoge la versión de Plame.